# Michael Kohlhaas (1969)
Michael Kohlhaas – der Rebell is een West-Duitse dramafilm uit 1969 onder regie van Volker Schlöndorff. Het scenario is gebaseerd op de gelijknamige novelle uit 1810 van de Duitse auteur Heinrich von Kleist.

## Verhaal
Wanneer Michael Kohlhaas naar de markt gaat om zijn paarden te verkopen, dwingt een edelman hem om enkele paarden als tolgeld bij hem achter te laten. De man belooft hem dat hij ze bij zijn vertrek weer kan komen ophalen. Als Michael teruggaat, zijn de paarden bijna dood. Hij zint op wraak.

## Rolverdeling
- David Warner: Michael Kohlhaas
- Anna Karina: Elisabeth Kohlhaas
- Thomas Holtzmann: Maarten Luther
- Michael Gothard: John
- Kurt Meisel: Kanselier
- Anton Diffring: Keurvorst
- Gregor von Rezzori: Kunz
- Peter Weiss: Rechter
- Anita Pallenberg: Katrina
- Relja Bašić: Nagel
- Inigo Jackson: Wenzel von Tronka
- Václav Lohniský: Herse
- Anthony May: Peter
- Tim Ray: Tony
- Ivan Palúch: Stern